# New Games
New Games (deutsch Neue Spiele) sind eine in den USA für die Spielpädagogik entwickelte Art von Spielen, deren wesentlicher Unterschied zu den bekannten Gruppenspielen darin besteht, dass es keine „Gewinner“ oder „Verlierer“ gibt. Es handelt sich um kooperative Spiele, nicht um konkurrenzorientierte Spiele.

## Begriff
Die Begriffswahl erscheint auf den ersten Blick missverständlich, da es der Bewegung nicht um eine grundlegende Neuerfindung von Spielgut ging. Der Großteil des von der New-Games-Bewegung präsentierten Spielguts war der Spielwissenschaft bereits aus der antiken Spielkultur, etwa von Platon, aus den Spielesammlungen des Mittelalters, (z. B. von Rabelais) oder Brueghel, bzw. aus den neuzeitlichen Publikationen des Pädagogen Johann Amos Comenius, des Philanthropen Johann Christoph Friedrich Guts Muths oder aus den in der Schulpädagogik seit langem praktizierten sogenannten „Kleinen Spielen“ bereits bekannt, wie die Spielwissenschaftler Warwitz und Rudolf dargestellt haben. Auch der Gedanke einer pädagogischen Nutzung des Spielens in Richtung einer Spielerziehung war nicht neu. Die mit dem gewählten Begriff zum Ausdruck gebrachte Neuerung bestand vielmehr in der Konstituierung einer eigenen Spielgattung unter dem tragenden Gedanken einer Friedenserziehung. Diese sollte eine klare Gegenbewegung zu den verbreiteten Gattungen der Kriegs- und Sportspiele in der Spielkultur einleiten. Auf diese neue Idee hin wurden die bekannten Spiele ausgewählt und durch weitere ergänzt.

## Geschichte
New Games sind Inhalt und Ausdruck einer Spielbewegung, die sich im Rahmen einer allgemeinen Gegenkultur zum etablierten bürgerlichen Leben in den USA und aus dem Gedankengut der Friedensbewegung der 1960er- und 1970er-Jahre herausbildete. Die von dem US-amerikanischen Autor Andrew Fluegelman in zwei Bänden unter der Friedensidee publizierten Spiele erreichten in kurzer Zeit hohe Auflagen. Der Großteil des unter der Friedensidee proklamierten Spielerepertoires erwuchs aus den sogenannten „Kleinen Spielen“ der Spielpädagogik, die durch neue Spielgeräte wie den Erdball oder das Schwungtuch angereichert wurden.  In Europa wurden die „Neuen Spiele“ bei großen Spielfesten einem breiten Publikum nahegebracht. Das Motto der New Games war: Spiel intensiv – Spiel fair – tu niemandem weh! Sie trafen auch in Europa auf eine große Resonanz in der Bevölkerung und hatten eine Flut von Publikationen zur Folge, die unter den verschiedensten Schlagworten den Büchermarkt überschwemmten. Buchtitel wie „Spiele ohne Verlierer“, „Spiele ohne Sieger“ oder „Spiele ohne Tränen“ sollten signalisieren, dass es bei dieser Art von Spielen mehr um Spaß als um Leistung gehen sollte. Zahlreiche Publikationen führten die Bezeichnung „Kooperation“ als wegweisend bereits auf dem Buchcover, um damit das „Miteinander“ beim Spielen zu unterstreichen.

## Charakter
Die New-Games-Bewegung und ihre didaktische Ausrichtung werden von Warwitz/Rudolf wie folgt beschrieben:
„Er (der Begriff) sollte eine Kategorie von Spielen charakterisieren, die nicht das Trennende, sondern das Gemeinsame im Spiel hervorheben, die statt Aggression, Konkurrenz, Leistungsdruck und Überlegenheitsstreben den Gleichheits- und Verbundenheitsgedanken zum Ausdruck bringen, die einen Gegenpol zu den kampfbetonten Sport- und Kriegsspielen bilden.“ „Sie gewinnen ihren Spielreiz nicht aus dem Gegeneinander, sondern aus dem Miteinander. Es muss nicht erst jemand zum Verlierer gemacht werden, damit ein anderer sich dafür als Gewinner fühlen kann. Wenn die Leistung durch Kooperation, Kommunikation und gegenseitige Unterstützung erbracht wird, können sich alle als Sieger betrachten.“
Die Auswahl und Gestaltung der Spiele hatte gegenüber den herkömmlichen Sportspielen den Vorteil, dass für die Beteiligung zumeist keine besonderen Fertigkeiten erforderlich waren, wie zum Beispiel besondere Sportlichkeit und Techniken beim Fußballspiel. Das Erreichen eines Spielziels – soweit vorhanden – ist nur durch das Mitwirken aller Beteiligten oder in Gruppen möglich. Das Spielen von „New Games“ soll bei allen Beteiligten gute Laune erzeugen, indem kindliche Spieltriebe angesprochen werden. Als Alternative zum leistungsorientierten, nach Geschlecht und Alter differenzierten Sport gedacht, besteht die Grundidee darin, dass alle miteinander spielen und keiner ausgeschlossen wird. Dadurch soll ein Gemeinschaftsgefühl entstehen, das Kooperation und Vertrauen voraussetzt. Es geht immer um ein spielerisches Miteinander, nicht um Konkurrenz, Sieg und Leistung. Spielmobile bieten oft „New Games“ wie zum Beispiel Spiele mit dem Schwungtuch an. Ziel ist es meist, die Gruppendynamik der beteiligten Spieler zu erhöhen bzw. zu fördern. So eignen sich „New Games“ auch gut als Kennenlern- und Kontaktspiele einander noch unbekannter Personengruppen.

## Beispiele
Als Markenzeichen der New-Games-Bewegung haben sich einige spektakuläre, besonders für die gemeinsame Betätigung größerer Gruppen geeignete Spiele herausgestellt, wie etwa die Spiele mit dem Erdball oder dem Schwungtuch, die „Lebende Rosette“ oder der Gordische Knoten.:
Das Spiel mit dem „Erdball“ nutzt einen aufblasbaren riesigen, einer Weltkugel mit ihren Kontinenten und Ländern nachgebildeten Ballon aus Kunststoff. Dieser kann von den Spielenden über ihren Köpfen weitergereicht und in verschiedene Richtungen getrieben werden. Es geht dabei nicht um einen Wettkampf, sondern um ein gemeinsames lustvolles Spiel mit dem großen Luftballon. Für Spiele mit dem „Schwungtuch“ wurden in den Anfängen ausgediente Rundkappenfallschirme, inzwischen aber auch kommerziell erhältliche Schwungtücher in bunten Farben eingesetzt. Diese lassen sich, mit oder auch ohne eine erleichternde Öffnung im Scheitel, von den Spielenden auf- und abschwingen, zu verschiedenen Figuren formen und dabei mit weiteren Spielgeräten wie Bällen verbinden. Die „Lebende Rosette“ benötigt kein Spielgerät. Die in enger Kreisform aufgestellten Spieler nehmen jeweils auf dem Schoß des Hintermanns Platz und stabilisieren in dieser Form eine Kreisrunde. In Abstimmung miteinander lassen sich dann auf ein Kommando hin verschiedene Bewegungen und Aufgaben des gesamten Kreises vollbringen. Es kommt auf jeden Einzelnen in der Spielgruppe an, das diese gelingen. Beim „Gordischen Knoten“ geht es darum, in Absprache miteinander eine gegenseitige Verschlingung der Arme der Spielenden oder ihrer Seile zu lösen, ohne dabei die Handfassungen aufzugeben.